# Monolepta naumanni
Monolepta naumanni is een keversoort uit de familie bladkevers (Chrysomelidae). De wetenschappelijke naam van de soort werd in 2005 gepubliceerd door Oldfield Thomas Wagner.